# Faustino Harrison
Faustino Harrison Usoz (Chamamé, Departament de Flores, 1900 - Montevideo, 20 d'agost de 1963), va ser un polític uruguaià, pertanyent al Partit Nacional, i president del Consell Nacional de Govern entre l'1 de març de 1962 i el 28 de febrer de 1963.

## Biografia
Graduat com a escrivà el 1928, va desenvolupar la seva activitat al departament de Florida, on va ser professor d'ensenyament secundari. Essent militant dins del Partit Nacional, en produir-se el 1951 la renúncia d'Alberto Gallinal Héber al càrrec d'Intendent Municipal de Florida, Harrison, com a suplent seu, va assumir-ne la titularitat de l'executiu departamental fins a l'any 1955.
Cofundador de la Lliga Federal d'Acció Ruralista, durant les eleccions generals uruguaianes de novembre de 1958 va ser elegit com a Conseller Nacional de Govern per la majoria herrero-ruralista del Partit Nacional. En ocupar el quart lloc en la llista triomfadora, li va correspondre presidir el cos col·legiat l'últim any del període, entre 1962 i 1963. Va abandonar el càrrec el febrer de 1963, morint pocs mesos després.
La seva famosa frase: "A la democràcia cal donar-li vacances", és utilitzada amb freqüència entre membres de diferents partits polítics del país.